# Игнатий Пётр VII
Игнатий Пётр VII, в миру — Пьер Джарве (9 июля 1777 год, Алеппо, Османская империя — 16 октября 1851 года, там же) — епископ Иерусалима Сирийской католической церкви с 1810 по 25 февраля 1820 года, шестой патриарх Сирийской католической церкви с титулами «Патриарх Антиохии и всего Востока» и «епископ Бейрута» с 25 февраля 1820 по 16 октября 1851 года.
Находился на патриаршей кафедре свыше 30 лет.

## Биография
Родился 9 июля 1777 года в Алеппо. Был родственником сиро-католического патриарха Игнатия Михаила II, который заботился о его образовании. 12 июня 1802 года рукоположён в сан священника.
Посетил Рим в 1805—1806 годах. В начале 1810 года избран на Синоде Сирийской католической церкви епископом Иерусалима и рукоположен 14 сентября того же года.
В 1818 году, сотрудничая с англиканским миссионером В. Джоветтом, отправился в Европу, чтобы собирать денежную помощь для Сирийской католической церкви. Совершил поездки по многим странам Европы. В Лондоне англиканское общество «Church Missionary Society» выделило ему 10 тысяч фунтов, в Париже французский король Людовик XVIII пожертвовал 8 тысяч франков. На эти денежные средства приобрёл типографию для монастыря Шарфе, чтобы там печатать Библию и литургические тексты на арабском языке.
25 февраля 1820 года избран патриархом на Синоде Сирийской католической церкви, но в связи с тем, что ранее имел связи с англиканской церковью, Святой Престол долгое время не признавал его избрание. Римский папа Лев XII подтвердил его избрание патриархом 21 февраля 1828 года после того, как Игнатий Пётр VII совершил поездку в Рим в 1825—1826 годах. 28 февраля 1828 года Лев XII вручил Игнатию Петру VII паллий.
Во время его патриаршества были построены новые храмы на юге Ливана и в окрестностях Дамаска. При его непосредственном участии в католичество перешли некоторые сиро-яковитские епископы, в том числе епископы Мосула, Хомса и будущий сиро-католический патриарх Антоний Самхери.
В 1830 году Османская империя официально признала деятельность Армянской католической церкви на территории страны, присоединив к этой церкви и Сирийскую католическую церковь. Получив юридическое признание для Сирийской католической церкви в качестве миллета, Игнатий Пётр VII перестал скрываться от османских властей и официально перевёл свой патриарший престол из бейрутского монастыря Шарфет в Алеппо, чтобы быть ближе к своей пастве.
В 1836 году перевёл богослужения на григорианский календарь. В 1841 году в монастыре Шарфе основал семинарию. Издал три книги с проповедями и биографию патриарха Игнатия Михаила III.
В сентябре 1850 года в Алеппо произошли нападения на христиан со стороны местных мусульман. Они разрушили кафедральный собор в Алеппо, а Игнатий Пётр VII был тяжело ранен в шею. Он скончался в Алеппо 16 октября 1851 года. Его преемником стал Игнатий Антоний I.